# Jari Vlak
Jari Vlak (Volendam, 15 augustus 1998) is een Nederlands voetballer die als middenvelder voor ADO Den Haag speelt. Hij is de broer van Gerry Vlak.

## Carrière

### FC Volendam
Jari Vlak speelde in de jeugd van FC Volendam, waar hij sinds 2017 met Jong FC Volendam in de Derde divisie speelde. Aan het einde van het seizoen 2017/18 zat hij één wedstrijd op de bank bij het eerste elftal van Volendam, maar debuteerde het seizoen erna. Dit was op 25 september 2018, in de met 1-2 verloren bekerwedstrijd tegen Willem II. Vlak kwam in de 88e minuut in het veld voor Boy Deul. Hij brak dat seizoen door en werd een basisspeler centraal op het middenveld van de Volendammers. Op 1 april 2019 maakte hij tegen FC Dordrecht (3-4 nederlaag) zijn eerste doelpunt voor Volendam. In 2,5 jaar voor Volendam speelde Vlak 73 wedstrijden, waarin hij 7 keer scoorde.

### FC Emmen
In januari 2021 ging hij naar FC Emmen, dat voor het derde achtereenvolgende jaar in de Eredivisie speelde. Op 12 januari maakte hij tegen Heracles Almelo (4-0 nederlaag) zijn debuut voor Emmen. Op 20 februari scoorde hij zijn eerste doelpunt en gaf hij zijn eerste assist voor Emmen en in de Eredivisie, PEC Zwolle werd die dag met 3-2 verslagen. Ondanks een enorme eindsprint met zeven overwinningen en drie gelijke spelen in twaalf wedstrijden, werd Emmen op de laatste speeldag toch veroordeeld tot de play-offs, waar Vlak met Emmen verloor van NAC Breda. Het seizoen erop werd Vlak met Emmen kampioen van de Eerste Divisie. Vlak miste geen enkele competitiewedstrijd en was op 19 maart 2022 bij afwezigheid van Jeroen Veldmate zelfs eenmalig aanvoerder van Emmen. Bovendien scoorde hij dat seizoen vier goals en gaf hij zeven assists. Op 20 augustus scoorde Vlak zijn eerste Eredivisiegoal in de 3-2 overwinning op FC Utrecht. 
In maart 2023 werd bekend dat FC Emmen de opties in het contract van Vlak lichtte en hem tot medio 2025 opnieuw had vastgelegd.

### ADO Den Haag
Op 1 februari 2024 werd bekend dat Vlak voor een bedrag van rond de € 500.000,- overgenomen werd door ADO Den Haag. Vlak tekende een contract tot medio 2027.

## Clubstatistieken

#### Beloften
| Seizoen                       | Club             | Competitie         | Competitie | Competitie | Overig | Overig | Totaal | Totaal |
| Seizoen                       | Club             | Competitie         | Wed.       | Dlp.       | Wed.   | Dlp.   | Wed.   | Dlp.   |
| ----------------------------- | ---------------- | ------------------ | ---------- | ---------- | ------ | ------ | ------ | ------ |
| 2016/17                       | Jong FC Volendam | Derde divisie zat. | 1          | 0          | –      | –      | 1      | 0      |
| 2017/18                       | Jong FC Volendam | Derde divisie zat. | 32         | 2          | 2      | 0      | 34     | 2      |
| 2018/19                       | Jong FC Volendam | Derde divisie zon. | 6          | 1          | –      | –      | 6      | 1      |
| Totaal beloften               | Totaal beloften  | Totaal beloften    | 39         | 3          | 2      | 0      | 41     | 3      |
| Bijgewerkt op 1 augustus 2019 |                  |                    |            |            |        |        |        |        |

#### Senioren
| Seizoen                   | Club            | Competitie      | Competitie | Competitie | Beker | Beker | Overig | Overig | Totaal | Totaal |
| Seizoen                   | Club            | Competitie      | Wed.       | Dlp.       | Wed.  | Dlp.  | Wed.   | Dlp.   | Wed.   | Dlp.   |
| ------------------------- | --------------- | --------------- | ---------- | ---------- | ----- | ----- | ------ | ------ | ------ | ------ |
| 2018/19                   | FC Volendam     | Eerste divisie  | 26         | 1          | 1     | 0     | –      | –      | 27     | 1      |
| 2019/20                   | FC Volendam     | Eerste divisie  | 28         | 4          | 1     | 0     | –      | –      | 29     | 4      |
| 2020/21                   | FC Volendam     | Eerste divisie  | 16         | 2          | 0     | 0     | –      | –      | 16     | 2      |
| 2020/21                   | FC Emmen        | Eredivisie      | 17         | 1          | 1     | 0     | 1      | 0      | 19     | 1      |
| 2021/22                   | FC Emmen        | Eerste divisie  | 38         | 4          | 2     | 0     | –      | –      | 40     | 4      |
| 2022/23                   | FC Emmen        | Eredivisie      | 31         | 1          | 3     | 1     | 4      | 1      | 38     | 3      |
| 2023/24                   | FC Emmen        | Eerste divisie  | 22         | 7          | 0     | 0     | 0      | 0      | 22     | 7      |
| 2023/24                   | ADO Den Haag    | Eerste divisie  | 12         | 1          | 1     | 0     | 1      | 0      | 14     | 1      |
| Totaal senioren           | Totaal senioren | Totaal senioren | 190        | 21         | 9     | 1     | 6      | 1      | 205    | 23     |
| Bijgewerkt op 17 mei 2024 |                 |                 |            |            |       |       |        |        |        |        |